# كربلايي باقر كندي
كربلايي باقر كندي هي قرية في مقاطعة بل دشت، إيران. عدد سكان هذه القرية هو 243 في سنة 2006.